# Grünes Gewölbe
Grünes Gewölbe (pol. Zielone Sklepienie) –  muzeum jubilerstwa i złotnictwa założone w 1721 roku jako skarbiec elektorów saksońskich przez Augusta II Mocnego. Stanowi dział Staatliche Kunstsammlungen Dresden. Uważane za najbogatszą kolekcję klejnotów w Europie.
Galeria mieści się w salach zamku w Dreźnie. Nazwa pochodzi od malowanych w kolorze zieleni malachitowej ścian sali, które obecnie pokryte są taflami luster. Zbiory eksponowane są w dwóch zespołach pomieszczeń: „historycznym” i „nowym Zielonym Sklepieniu”, obydwu mieszczących się w zachodnim skrzydle zamku.

## Historia
Pomieszczenia nazwane Zielonym Sklepieniem istniały już w XVI wieku jako skarbiec niedostępny dla zwiedzających. Uważano, że grube mury ochronią skarbiec przed pożarem.
W latach 1723–1729 elektor saski i król Polski August II Mocny urządził zajmującą dziewięć pomieszczeń „izbę cudów" (Wunderkammer) o barokowym wystroju wnętrz, umożliwiającą zwiedzanie nagromadzonych skarbów. Później po przebiciu ścian dołączono jeszcze osiem dalszych pomieszczeń. Projekt architektury sporządził Matthäus Daniel Pöppelmann, architekt drezdeńskiego Zwingeru i wschodniej fasady Zamku Królewskiego w Warszawie.
Podczas nalotu na Drezno 13 lutego 1945 trzy z dziewięciu pomieszczeń uległy uszkodzeniu. Same skarby zostały wcześniej ukryte w twierdzy Königstein. W końcu wojny zostały wywiezione do Związku Radzieckiego i w roku 1958 przekazane władzom NRD.
W latach 1959–2004 skarbiec był eksponowany w salach Albertinum. 7 września 2004 otwarto dziesięć pomieszczeń „nowego Zielonego Sklepienia” na piętrze zachodniego skrzydła Zamku Rezydencyjnego. 1 września 2006 otwarto odbudowane na podstawie inwentaryzacji z roku 1733 „historyczne Zielone Sklepienie” na parterze zachodniego skrzydła zamku (2000 m²).
25 listopada 2019 około godziny 5, doszło do włamania, w wyniku którego z terenu muzeum skradziono wiele kosztowności. Złodzieje weszli przez okno, po uprzednim podpaleniu skrzynki transformatorowej (elektroenergetycznej), które spowodowało przerwanie dopływu prądu i wyłączenie alarmu. Część skradzionych obiektów udało się odzyskać, a w maju 2023 pięciu członków gangu, który dokonał napadu skazano na kilkuletnie kary ograniczenia wolności.

## Eksponaty (wybór)

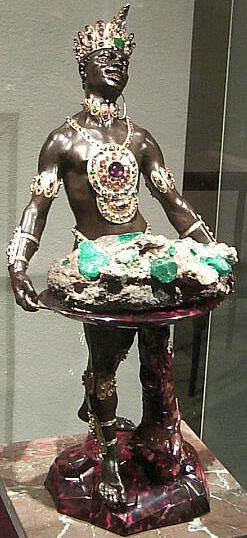
Murzyn ze szmaragdową płytą

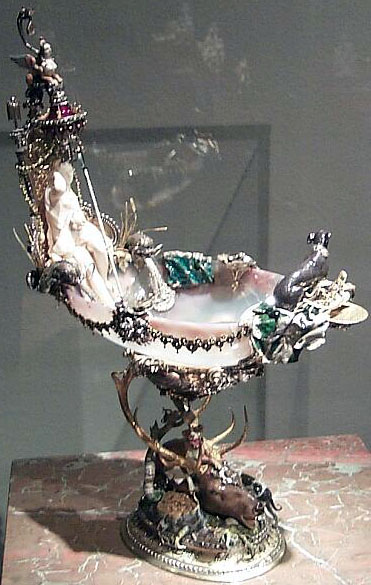
Kąpiel Diany

Kolekcja królów i elektorów saskich obejmuje ponad 4000 dzieł sztuki, z tego 1100 w Nowym Zielonym Sklepieniu, a 3000 w Historycznym. Ze względu na ograniczoną przestrzeń wystawową eksponuje się tylko najcenniejsze dzieła sztuki jubilerskiej.
Dodatkową atrakcją sal historycznych jest barokowy wystrój wnętrz.
Twórcą znacznej części klejnotów był nadworny złotnik Johann Melchior Dinglinger oraz jego synowie.
- Kąpiel Diany przedstawia rzymską boginię w kąpieli. Misa z chalcedonu jest okuta złotem i zdobiona perłami, diamentami, ornamentami ze srebra i stali oraz postaciami zwierząt. Emaliowana podstawa wyobraża głowę jelenia. Rzecz powstała w roku 1705, mierzy 38 cm wysokości.

- Murzyn ze szmaragdową płytą jest jednym z najbardziej znanych eksponatów. Rzeźba z lakierowanego drewna gruszkowego o wysokości 64 cm powstała we współpracy z Baltazarem Permoserem. Przedstawia Murzyna (w barokowym stroju Indianina) trzymającego płytę ze skały z tkwiącymi w niej szmaragdami. Datowana jest na rok 1724.

- Drezdeński zielony diament – jabłkowozielony diament o masie 40,7 kr. Największy znany zielony diament świata. Pochodzi prawdopodobnie z Brazylii i został znaleziony na początku XVIII wieku. W 1742 roku na Targach Lipskich zakupił go August III Sas za ogromną jak na owe czasy sumę 200 000 talarów. W 1768 roku oprawiono go w białe diamenty i wmontowano w ozdobną agrafę do kapelusza.

## Sale wystawowe: Parter

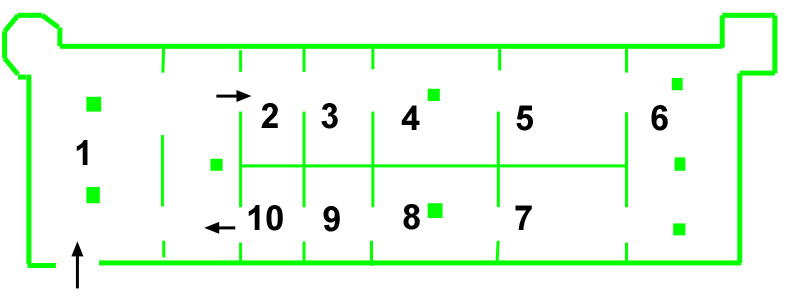
Rzut pomieszczeń parteru

1. Przedsionek z eksponatami ze średniowiecza i wczesnego renesansu.

2. Gabinet bursztynowy z bogatą kolekcją wyrobów z bursztynu, autorstwa m.in. Schreibera, Heisego i Redlina.

3. Sala kości słoniowej z kolekcją wyrobów rzeźbionych w tym materiale.

4. Sala białych sreber z figurami z białego srebra.

5. Sala pozłacanych sreber z wyrobami jubilerskimi z XVI-XVII stulecia.

6. Sala precjozów (kosztowności) o ścianach wyłożonych lustrami.

7. Sala herbowa z zegarami astronomicznymi

8. Sala klejnotów z rzeźbą Murzyna ze szmaragdami

9. Sala brązów z kolekcją rzeźb w brązie

10. Sala brązów renesansowych z kolekcją rzeźb z tej epoki.

## Sale wystawowe: Piętro
1. Sala dzieł sztuki

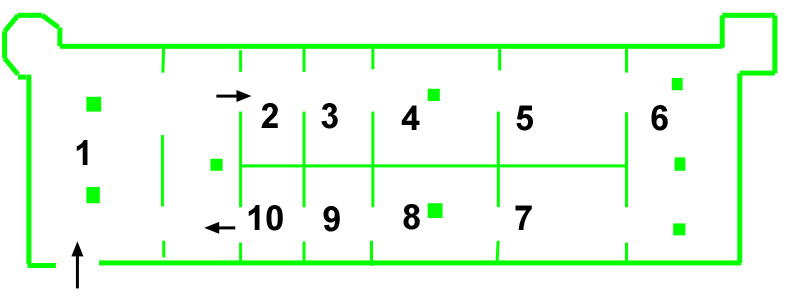
Rzut pomieszczeń piętra

2. Gabinet kryształowy z bogatą kolekcją kryształów

3. Pierwsze pomieszczenie książąt elektorów

4. Drugie pomieszczenie książąt elektorów

5. Pomieszczenie precjozów królewskich

6. Sala Dinglingera

7. Pomieszczenie precjozów podróżnych

8. Pomieszczenie rodziny Neuber

9. Pomieszczenie rodziny Sponsel

10. Gabinet Walzdorfów